# القوسين (مالقة)
بلدية القوسين أو ألكاوثين (بالإسبانية: Alcaucín) هي بلدية تقع في مقاطعة مالقة التابعة لمنطقة أندلسية جنوب إسبانيا.

## التسمية
إن ألكاوثين التلفظ الأسباني الحالي للاسم العربي الأصلي: القَوْسَيْنِ.

## الديموغرافيا
بلغ عدد سكان بلدية القوسين 2.753 نسمة عام 2011 (وفقاً للمعهد الوطني الإسباني للإحصاء).
| 1.484 | 1.499 | 1.557 | 1.917 | 2.286 | 2.576 | 2.753 |